# Torre Europa
La Torre Europa è un grattacielo situato a Civitavecchia nell'Area Feltrinelli. Il palazzo è conosciuto anche come "palazzo di vetro" per via del materiale usato per il rivestimento.

## Storia
La Torre Europa, inizialmente voluta da Enel come centro direzionale e sede per gli uffici e per l'amministrazione della centrale termoelettrica di Torrevaldaliga Nord, fu progettata dall'architetto Alfiero Antonini nei primi anni ottanta; l'edificio fu costruito a partire dal 1985 e fu inaugurato dopo tre anni di lavori nel 1988. Completa di mensa al quarto piano con terrazza panoramica, due garage sotterranei e due parcheggi aperti sulla strada, il grattacielo rappresentava all'epoca il massimo dell'avanguardia architettonica e della modernità urbana per Civitavecchia.
Attualmente la proprietà di Torre Europa è del gruppo Monte-Claire SBM (Société des Bains de Mer)

## Descrizione

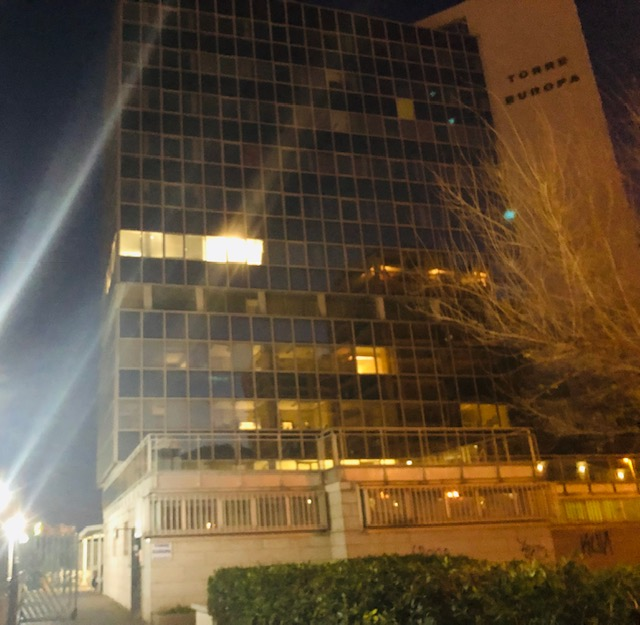
L'edificio di notte

La torre si eleva su 10 piani, con 4 trombe dell'ascensore e due ingressi; il primo di questi si affaccia su via Vincenzo Annovazzi e dà accesso ai sette piani compresi tra il quarto e il decimo, oltre al tetto. Al quinto piano hanno sede gli studi televisivi del Centro di Produzione Televisiva e lo studio 5, oltre alla redazione di varie testate giornalistiche e del quotidiano La Provincia, primo giornale del territorio e l'agenzia di stampa e comunicazione Seapress.

## Utilizzo
Di seguito uno schema organizzativo di tutti gli uffici, la divisione degli spazi e il loro utilizzo all'interno della Torre.
| PIANO 10 | Studi Legali                             | Studi d'Architettura                      | Agenzia Comunicazione                     | Appartamenti                              |
| PIANO 9  | Deutsche Bank Private Banking            | Deutsche Bank Private Banking             | Clinica Studio Medico Polispecialistico** | Clinica Studio Medico Polispecialistico** |
| PIANO 8  | Civitanet (Internet Provider)            | Civitanet (Internet Provider)             | Gruppo Immobilgest                        | Appartamenti                              |
| PIANO 7  | Nims                                     | Lavazza SpA                               | Appartamenti                              | Appartamenti                              |
| PIANO 6  | Inlingua                                 | Inlingua                                  | Uffici INAIL                              | Uffici INAIL                              |
| PIANO 5  | CPTV**                                   | Agenzia Seapress**                        | Quotidiano La Provincia**                 | Uffici Amministrazione e Sale Meeting**   |
| PIANO 4  | Centro di Produzione Televisiva (CPTV)** | Centro di Produzione Televisiva (CPTV)**  | Centro di Produzione Televisiva (CPTV)**  | Centro di Produzione Televisiva (CPTV)**  |
| PIANO 3  | Uffici INAIL*                            | Uffici INAIL*                             | Uffici INAIL*                             | Uffici INAIL*                             |
| PIANO 2  | Uffici INAIL*                            | Uffici INAIL*                             | Uffici INAIL*                             | Uffici INAIL*                             |
| PIANO 1  | Uffici INAIL*                            | Uffici INAIL*                             | Uffici INAIL*                             | Uffici INAIL*                             |
| PIANO T  | Atrio e Conciergerie                     | Atrio e Conciergerie                      | Ingresso atrio uffici INAIL               | Ingresso atrio uffici INAIL               |
| PIANO -1 | Garage 1                                 | Ingresso Garage                           | Archivio                                  | Archivio                                  |
| PIANO -2 | Garage 2                                 | Archivi (Televisione e Editoria Stampata) | Archivi (Televisione e Editoria Stampata) | Archivi (Televisione e Editoria Stampata) |
| PIANO -3 | Garage 3                                 | Magazzini e Depositi                      | Magazzini e Depositi                      | Magazzini e Depositi                      |
|          | Gate A                                   | Gate A                                    | Gate B                                    | Gate B                                    |

Gate A: accesso alla torre presso il civico 15, via Vincenzo Annovazzi; Gate B: accesso alla torre da Sofia de Filippi Mariani all'interno dell'area Terminal Feltrinelli.
I piani seminterrati sono accessibili solo dal Gate A (tranne il piano -1 che è fornito di due ingressi)
* le aree della torre contrassegnate dall'asterisco indicano che l'ingresso è possibile solo dal Gate B (malgrado ricoprano anche zone del Gate A).
** le aree della torre contrassegnate da due asterischi hanno accesso riservato solo ed esclusivamente dall'atrio principale del Gate A.